# Ernst Freund (Rechtswissenschaftler)
Ernst Freund (* 30. Januar 1864 in New York City; † 20. Oktober 1932 in Chicago) war ein deutsch-US-amerikanischer Rechtswissenschaftler.

## Leben
Ernst Freund wurde bei einem Aufenthalt seiner deutschen Eltern in den Vereinigten Staaten geboren. Er wuchs in Deutschland auf und besuchte 1875 bis 1877 die Kreuzschule in Dresden und anschließend bis 1881 ein Gymnasium in Frankfurt am Main. Er studierte Jura an der Universität Berlin und an der Universität Heidelberg und wurde dort 1884 promoviert. Mit zwanzig Jahren wanderte er in die USA aus, wo er am Columbia College in New York Rechtsvorlesungen unter anderem bei Frank Johnson Goodnow besuchte. Von 1886 bis 1894 arbeitete er als Rechtsanwalt in New York. Ab 1892 gab er Kurse in Öffentlichem Recht und Verwaltungsrecht an der Columbia University. 1897 wurde er an der Columbia University in Öffentlichem Recht promoviert.
Freund wechselte 1894 nach Chicago und war dort bis 1902 Professor für Politische Wissenschaften an der University of Chicago. Als mit seiner Hilfe in Chicago eine Rechtsfakultät geschaffen wurde, ernannte man ihn zu einem der Juraprofessoren. Er blieb dort für den Rest seines Arbeitslebens bis zu einem plötzlichen Herztod im Alter von 68 Jahren. 1931 erhielt er die Ehrendoktorwürde (LL.D.) der University of Michigan. Freund entwickelte das Verwaltungsrecht in den USA. Er veröffentlichte 20 Bücher und schrieb 85 Zeitschriftenartikel. Freund war Initiator der School of Social Service Administration an der Universität Chicago und ein Förderer der Immigrants’ Protective League. Er war 1914/15 Präsident der American Political Science Association.
Freund heiratete mit 52 Jahren; seine Frau und er adoptierten zwei Mädchen.
Felix Frankfurter und J. Forrester Davison widmeten 1932 Freund ihr Casebook des Verwaltungsrechts. An der University of Chicago Law School wurde eine Ernst Freund Distinguished Service Professorship of Law and Ethics eingerichtet, die seit 1996 Martha Nussbaum hält.

## Schriften (Auswahl)
- The legal nature of corporations. University of Chicago Press, 1897
- Empire and sovereignty. University of Chicago Press, 1903
- Jurisprudence and legislation, 1904
- The Police Power: Public Policy and Constitutional Rights.  University of Chicago Press, 1904
- mit Heinrich Brunner: The Sources of English Law. Little, Brown, 1908
- Cases on administrative law selected from decisions of English and American courts. American casebook series, 1911
- The problem of adequate legislative powers under state constitutions. Academy of Political Science, 1914
- Standards of American Legislation.  University of Chicago Press, 1917 (James Barr Ames Medal)
- Illegitimacy laws of the United States and certain foreign countries. Govt. Print. Off., 1919
- mit Maurice Taylor Van Hecke: The teaching of statute law. University of North Carolina Press, 1922
- mit Robert Virgil Fletcher, Joseph Edward Davies Cuthbert Winfred Pound, John Albert Kurtz, Charles Nagel: The growth of American administrative law. Thomas Law Book Co, 1923
- Administrative powers over persons and property; a comparative survey. University of Chicago Press, 1928
- Legislative Regulation: A Study of the Ways and Means of Written Law.  The Commonwealth Fund, New York, 1932